# Campeonato Mundial de Natación en Piscina Corta de 1999
El IV Campeonato Mundial de Natación en Piscina Corta se celebró en Hong Kong (China) entre el 1 y el 4 de abril de 1999. Fue organizado por la Federación Internacional de Natación (FINA) y la Asociación de Natación Amateur de Hong Kong. Participaron un total de 516 atletas de 61 países.
Las competiciones se realizaron en una piscina provisional en el Coliseo de Hong Kong.

## Resultados

### Masculino
| Evento                           | Oro                                                                                                   | Plata                                                                                           | Bronce                                                                               |
| -------------------------------- | --- | ----------------------------------------------------------------------------------------------- | ------------------------------------------------------------------------------------ |
| 50 m libre (02.04)               | Mark Foster Reino Unido 21,81 s                                                                       | José Martín Meolans Argentina 21,84 s                                                           | Mark Veens · Países Bajos · 21,88 s                                                  |
| 100 m libre (04.04)              | Lars Frölander · Suecia · 47,05                                                                       | Michael Klim Australia 47,49                                                                    | Bartosz Kizierowski · Polonia · 47,75                                                |
| 200 m libre (01.04)              | Ian Thorpe Australia 1:43,28 (RM)                                                                     | Michael Klim Australia 1:43,78                                                                  | Pieter van den Hoogenband · Países Bajos · 1:44,39                                   |
| 400 m libre (02.04)              | Grant Hackett Australia 3:35,01 (RM)                                                                  | Ian Thorpe Australia 3:35,64                                                                    | Massimiliano Rosolino · Italia · 3:42,81                                             |
| 1500 m libre (03.04)             | Grant Hackett Australia 14:32,87                                                                      | Graeme Smith Reino Unido 14:45,41                                                               | Daniel Kowalski Australia 14:51,44                                                   |
| 50 m espalda (01.04)             | Rodolfo Falcón · Cuba · 24,34                                                                         | Mariusz Siembida · Polonia · 24,41                                                              | Matt Welsh Australia 24,70                                                           |
| 100 m espalda (03.04)            | Rodolfo Falcón · Cuba · 52,44                                                                         | Matt Welsh Australia 52,45                                                                      | Mariusz Siembida · Polonia · 53,27                                                   |
| 200 m espalda (04.04)            | Josh Watson Australia 1:54,67                                                                         | Mark Versfeld · Canadá · 1:55,42                                                                | Sergei Ostapchuk · Rusia · 1:55,61                                                   |
| 50 m braza (01.04)               | Dmytro Krayevski · Ucrania · 24,40                                                                    | Patrick Isaksson · Suecia · 27,57                                                               | Remo Lütolf · Suiza · 27,59                                                          |
| 100 m braza (04.04)              | Patrick Isaksson · Suecia · 59,69                                                                     | Domenico Fioravanti · Italia · 59,88                                                            | Morgan Knabe · Canadá · 59,93                                                        |
| 200 m braza (03.04)              | Philip Rogers Australia 2:08,72                                                                       | Ryan Mitchell Australia 2:08,73                                                                 | Dimitri Komornikov · Rusia · 2:09,18                                                 |
| 50 m mariposa (04.04)            | Mark Foster Reino Unido 23,61                                                                         | Qiang Zhang China 23,87                                                                         | Joris Kaizer · Países Bajos · 23,96                                                  |
| 100 m mariposa (02.04)           | Lars Frölander · Suecia · 51,45                                                                       | Michael Klim Australia 51,56                                                                    | James Hickman Reino Unido 51,60                                                      |
| 200 m mariposa (03.04)           | James Hickman Reino Unido 1:52,71                                                                     | Takashi Yamamoto Japón 1:54,68                                                                  | Danys Sylantyev · Ucrania · 1:55,41                                                  |
| 100 m cuatro estilos (04.04)     | Jani Sievinen · Finlandia · 54,18                                                                     | Matthew Dunn Australia 54,77                                                                    | Jacob Andersen Dinamarca 55,05                                                       |
| 200 m cuatro estilos (01.04)     | Matthew Dunn Australia 1:55,81                                                                        | James Hickman Reino Unido 1:56,51                                                               | Marcel Wouda · Países Bajos · 1:58,63                                                |
| 400 m cuatro estilos (02.04)     | Matthew Dunn Australia 4:06,05                                                                        | Marcel Wouda · Países Bajos · 4:09,29                                                           | Frederik Hviid · España · 4:10,92                                                    |
| 4 × 100 m libre (01.04)          | Australia Chris Fydler Todd Pearson Ian Thorpe Michael Klim 3:11,21                                   | Países Bajos · Mark Veens · Johan Kenkhuis · Marcel Wouda · Pieter van den Hoogenband · 3:11,57 | Suecia · Dan Lindström · Lars Frölander · Matthias Ohlin · Daniel Carlsson · 3:12,69 |
| 4 × 200 m libre (02.04)          | Países Bajos · Martijn Zuijdweg · Johan Kenkhuis · Marcel Wouda · Pieter van den Hoogenband · 7:04,48 | Reino Unido Gavin Meadows Sion Brinn Paul Palmer Edward Sinclair 7:07,20                        | Canadá · Mark Johnston · Brian Johns · Rick Say · Yannick Lupien · 7:08,02           |
| 4 × 100 m cuatro estilos (04.04) | Australia Matt Welsh Phil Rogers Michael Klim Chris Fydler 3:29,88                                    | Suecia · Matthias Ohlin · Patrick Isaksson · Daniel Carlsson · Lars Frölander · 3:30,32         | Reino Unido Neil Willey Darren Mew James Hickman Sion Brinn 3:32,25                  |

- (RM) – Récord mundial.

### Femenino
| Evento                           | Oro                                                                                            | Plata                                                                                          | Bronce                                                                                  |
| -------------------------------- | ---------------------------------------------------------------------------------------------- | ---------------------------------------------------------------------------------------------- | --------------------------------------------------------------------------------------- |
| 50 m libre (03.04)               | Inge de Bruijn · Países Bajos · 24,35                                                          | Jennifer Thompson Estados Unidos 24,57                                                         | Alison Sheppard Reino Unido 24,97                                                       |
| 100 m libre (02.04)              | Jennifer Thompson Estados Unidos 53,24                                                         | Sandra Völker · Alemania · 53,76                                                               | Susan Rolph Reino Unido 53,78                                                           |
| 200 m libre (04.04)              | Martina Moravcová · Eslovaquia · 1:56,11                                                       | Qin Caini China 1:57,26                                                                        | Josefin Lillhage · Suecia · 1:5,46                                                      |
| 400 m libre (03.04)              | Nadezhda Chemezova · Rusia · 4:05,23                                                           | Qin Caini China 4:06,34                                                                        | Joanne Malar · Canadá · 4:06,83                                                         |
| 800 m libre (02.04)              | Chen Hua China 8:20,13                                                                         | Rachel Harris Australia 8:23,36                                                                | Flavia Rigamonti · Suiza · 8:26,38                                                      |
| 50 m espalda (03.04)             | Sandra Völker · Alemania · 27,63                                                               | Mai Nakamura Japón 27,73                                                                       | Kellie McMillan Australia 28,29                                                         |
| 100 m espalda (02.04)            | Mai Nakamura Japón 58,67                                                                       | Kelly Stefanyshyn · Canadá · 1:00,43                                                           | Erin Gammel · Canadá · 1:00,49                                                          |
| 200 m espalda (04.04)            | Mai Nakamura Japón 2:06,49                                                                     | Helen Don Duncan Reino Unido 2:08,18                                                           | Kelly Stafanyshyn · Canadá · 2:09,51                                                    |
| 50 m braza (01.04)               | Masami Tanaka Japón 30,80                                                                      | Penny Heyns Sudáfrica 30,88                                                                    | Xan Xue China 31,24                                                                     |
| 100 m braza (03.04)              | Masami Tanaka Japón 1:06,38                                                                    | Penny Heyns Sudáfrica 1:06,47                                                                  | Samantha Riley Australia 1:07,50                                                        |
| 200 m braza (02.04)              | Masami Tanaka Japón 2:20,22 (RM)                                                               | Penny Heyns Sudáfrica 2:24,27                                                                  | Qi Hui China 2:25,05                                                                    |
| 50 m mariposa (04.04)            | Jennifer Thompson Estados Unidos 26,18                                                         | Anna-Karin Kammerling · Suecia · 26,21                                                         | Inge de Bruijn · Países Bajos · 26,41                                                   |
| 100 m mariposa (03.04)           | Jennifer Thompson Estados Unidos 57,65                                                         | Johanna Sjöberg · Suecia · 57,74                                                               | Ayari Aoyama Japón 58,29                                                                |
| 200 m mariposa (01.04)           | Mette Jacobsen Dinamarca 2:06,52                                                               | Petria Thomas Australia 2:06,53                                                                | Sophia Skou Dinamarca 2:08,29                                                           |
| 100 m cuatro estilos (03.04)     | Martina Moravcová · Eslovaquia · 1:00,20                                                       | Lori Munz Australia 1:01,41                                                                    | Oxana Verevka · Rusia · 1:01,55                                                         |
| 200 m cuatro estilos (04.04)     | Martina Moravcová · Eslovaquia · 2:08,55                                                       | Yana Klochkova · Ucrania · 2:10,67                                                             | Lori Munz Australia 2:11,48                                                             |
| 400 m cuatro estilos (01.04)     | Yana Klochkova · Ucrania · 4:32,32                                                             | Joanne Malar · Canadá · 4:34,90                                                                | Lourdes Becerra · España · 4:38,44                                                      |
| 4 × 100 m libre (03.04)          | Reino Unido Alison Sheppard Claire Huddart Susan Rolph Karen Pickering 3:36,88                 | Países Bajos · Thanar Henneken · Wilma van Hofwegen · Chantal Groot · Inge de Bruijn · 3:39,40 | Australia Sarah Ryan Rebecca Creedy Melanie Dodd Lori Munz 3:39,82                      |
| 4 × 200 m libre (01.04)          | Suecia · Louise Jöhncke · Malin Svahnstrom · Josefin Lillhage · Johanna Sjöberg · 7:51,70 (RM) | Reino Unido Nicola Jackson Claire Huddart Karen Legg Karen Pickering 7:53,98                   | Australia Giaan Rooney Rebecca Creedy Jacinta van Lint Lori Munz 7:55,81                |
| 4 × 100 m cuatro estilos (04.04) | Japón Mai Nakamura Masami Tanaka Ayari Aoyama Sumika Minamoto 3:57,62 (RM)                     | Australia Giaan Rooney Samantha Riley Petria Thomas Lori Munz 4:00,37                          | Suecia · Maria Ostling · Therese Alshammar · Louise Jöhncke · Johanna Sjöberg · 4:00,84 |

- (RM) – Récord mundial.

## Medallero
| Núm. | País           | Oro | Plata | Bronce | Total |
| ---- | -------------- | --- | ----- | ------ | ----- |
| 1    | Australia      | 9   | 11    | 7      | 27    |
| 2    | Japón          | 6   | 2     | 1      | 9     |
| 3    | Reino Unido    | 4   | 5     | 4      | 13    |
| 4    | Suecia         | 4   | 4     | 3      | 11    |
| 5    | Estados Unidos | 3   | 1     | 0      | 4     |
| 6    | Eslovaquia     | 3   | 0     | 0      | 3     |
| 7    | Países Bajos   | 2   | 3     | 5      | 10    |
| 8    | Ucrania        | 2   | 1     | 1      | 4     |
| 9    | Cuba           | 2   | 0     | 0      | 2     |
| 10   | China          | 1   | 3     | 2      | 6     |
| 11   | Alemania       | 1   | 1     | 0      | 2     |
| 12   | Rusia          | 1   | 0     | 3      | 4     |
| 13   | Dinamarca      | 1   | 0     | 2      | 3     |
| 14   | Finlandia      | 1   | 0     | 0      | 1     |
| 15   | Canadá         | 0   | 3     | 5      | 8     |
| 16   | Sudáfrica      | 0   | 3     | 0      | 3     |
| 17   | Polonia        | 0   | 1     | 2      | 3     |
| 18   | Italia         | 0   | 1     | 1      | 2     |
| 19   | Argentina      | 0   | 1     | 0      | 1     |
| 20   | España         | 0   | 0     | 2      | 2     |
| 20   | Suiza          | 0   | 0     | 2      | 2     |
|      | TOTAL          | 40  | 40    | 40     | 120   |